# Herz-Jesu-Kirche (Kazlų Rūda)

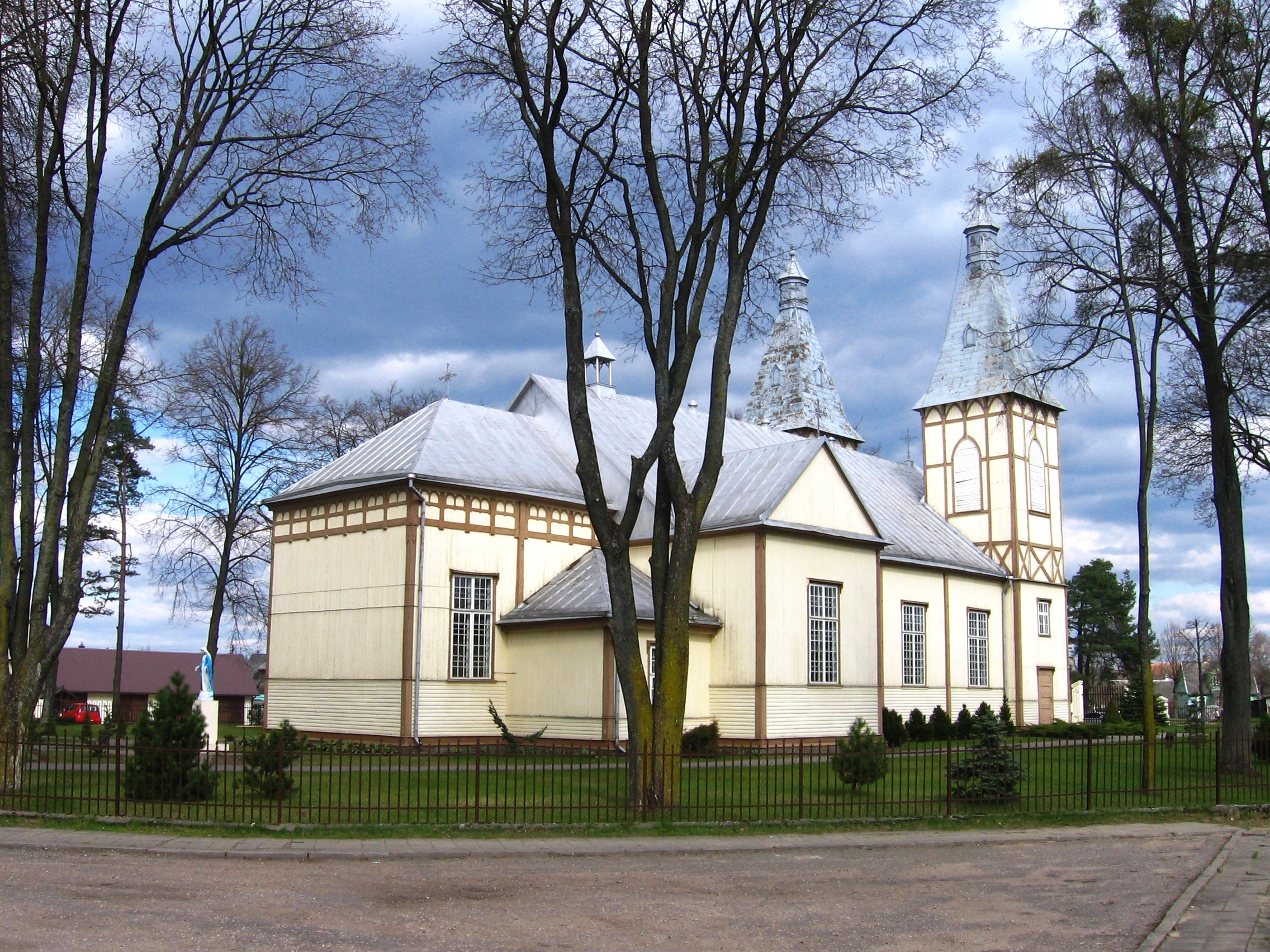
Ansicht von Südwesten

Die Herz-Jesu-Kirche ist eine katholische Kirche in Kazlų Rūda an der Eisenbahnstrecke Kaliningrad-Kaunas. Sie steht im Dekanat Marijampolė in Litauen.

## Geschichte
1922 wurde eine Pfarrgemeinde errichtet. Der erste Pfarrer Kazys Bičkauskas richtete 1922 in der ehemaligen Schule für Eisenbahnverkehr eine zeitweilige Kirche-Kapelle ein. Ihr wurden 6 Hektar Boden geschenkt. 1923 wurde die ehemalige orthodoxe Kirche der Armee Alytus der Pfarrgemeinde übergeben. Von 1924 bis 1925 baute man die heutige Kirche.